# Sinoxylon divaricatum
Sinoxylon divaricatum es una especie de escarabajo del género Sinoxylon, familia Bostrichidae. Fue descrita científicamente por Lesne en 1906.
Se distribuye por África. Habita en Somalia y Sudáfrica. Mide 3,5-8,5 milímetros de longitud.